# کلنجین
کلنجین نام مرکز دهستان خرقان شرقی از بخش آبگرم شهرستان آوج در استان قزوین در منطقه قارقان است مردمانش به زبان ترکی آذربایجانی سخن می‌گویند.
مردم کلنجین مانند اکثریت مردم استان قزوین تُرک هستند به زبان ترکی آذربایجانی سخن می‌گویند و دین رسمی اسلام مذهب شیعه جعفری دارند. کلنجین در گذشته مرکز جمعیتی، رسمی، تجاری و اقتصادی تمام ولایات قارقان در استان قزوین به‌شمار می‌رفته و پیشه‌روان و صنوف مختلف قدیمی از قبیل آهنگری، تجاری، رنگرزی و… فعال بودند ولی به دلایلی از جمله احداث جاده قزوین - همدان از آبگرم و همچنین تخریب کلنجین در زمین‌لرزه ۱۳۴۱ بوئین‌زهرا و عدم بازسازی آن باعث رشد و پیشی گرفتن تدریجی شهر آبگرم از کلنجین گردیده است. کلنجین با دوازده آثار باستانی ثبت شده ملی و آثار باستانی دیگر دارایی تاریخ طولانی و قدیمی است چندین از این آثار تاریخی دیرینگی به هزار اول قبل میلاد و پیش از ایران باستان است که نشان از تاریخ چندین هزار ساله کلنجین دارد. دهخدا در کتاب لغت‌نامه‌اش اشاره کرده که جمعیت قصبه کلنجین ۳۷۰۳ نفر بوده است و طی سرشماری سال ۱۳۹۰ تعداد ساکنان ۳۴۵ خانوار و ۱۲۰۵ نفر است اکثریت مردم روستا از دو طایفه شناخته شده بزرگ دمیرچی و قدیانی هستند بعد از آنها آجورلو و سادات پرپینچی و متولی از دیگر طوایف روستا هستند.

## جاذبه گردشکری و آثار باستانی

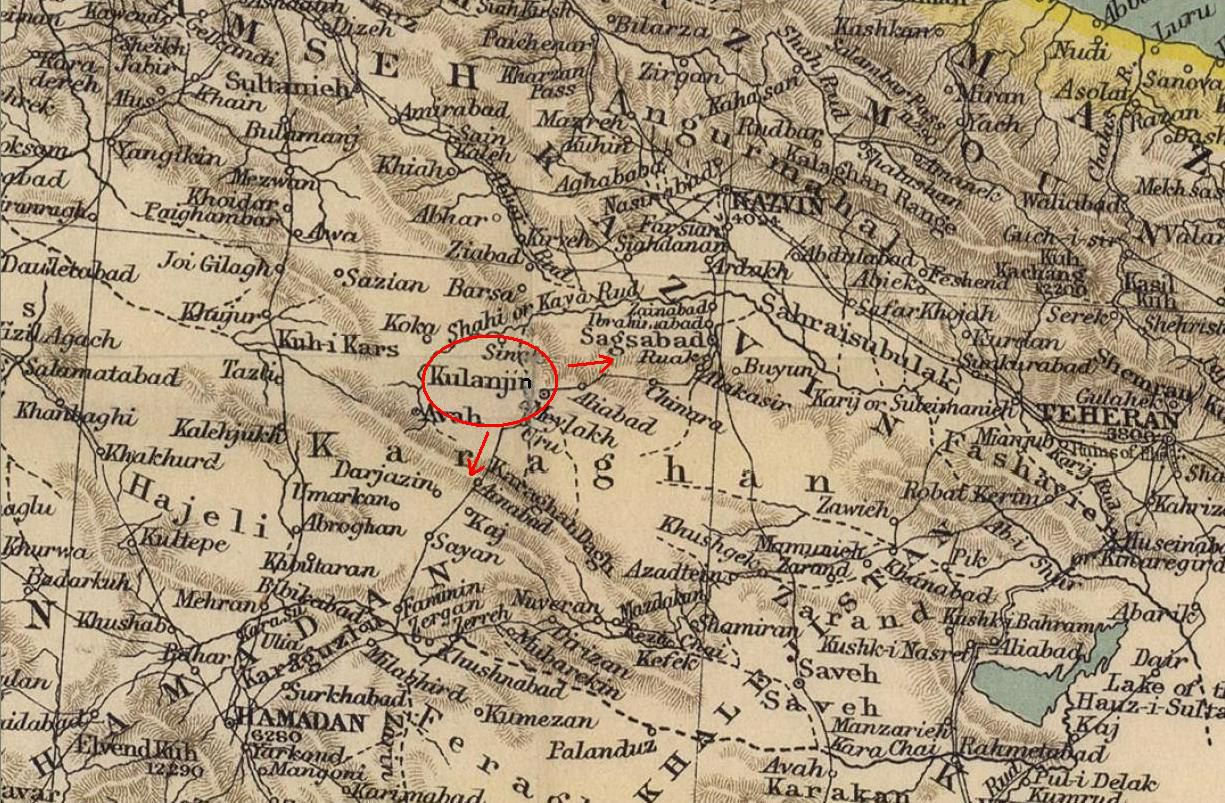
کلنجین در نقشه قدیمی مربوط به دوره قاجار که به عنوان شهر معرفی شده است

| نام                       | استان | شهرستان |  | دهستان | دیرینگی                               | تاریخ ثبت    | شماره ثبت |
| ------------------------- | ----- | ------- |  | ------ | ------------------------------------- | ------------ | --------- |
| تپه‌کلنجین ۱               | قزوین | آوج     |  | کلنجین | پس از اسلام                           | ۲۵ اسفند۱۳۸۰ | ۵۶۸۳      |
| تپه‌کلنجین ۲               | قزوین | آوج     |  | کلنجین | پس از اسلام                           | ۱۹ اسفند۱۳۸۰ | ۴۹۲۲      |
| تپه ایانک ۱               | قزوین | آوج     |  | کلنجین | پس از اسلام                           | ۱۹ اسفند۱۳۸۰ | ۴۹۳۱      |
| تپه ایانک ۲               | قزوین | آوج     |  | کلنجین | پس از اسلام                           | ۱۹ اسفند۱۳۸۰ | ۴۹۴۹      |
| تپه ایانک ۴               | قزوین | آوج     |  | کلنجین | پس از اسلام                           | ۱۹ اسفند۱۳۸۰ | ۴۸۲۲      |
| تپه آلک ۳                 | قزوین | آوج     |  | کلنجین | هزاره اول قبل میلاد                   | ۱۹ اسفند۱۳۸۰ | ۴۹۳۵      |
| تپه آلک ۴                 | قزوین | آوج     |  | کلنجین | ۱. پیش از ایران باستان ۲. پس از اسلام | ۱۹ اسفند۱۳۸۰ | ۴۹۲۴      |
| تپه ساخسی لی۱             | قزوین | آوج     |  | کلنجین | پس از اسلام                           | ۲۶ اسفند۱۳۸۶ | ۲۲۲۲۵     |
| قلعه لواجیک               | قزوین | آوج     |  | کلنجین | پس از اسلام                           | ۱۹ اسفند۱۳۸۰ | ۴۹۴۰      |
| تپه گور قلعه              | قزوین | آوج     |  | کلنجین | پس از اسلام                           | ۱۷ اسفند۱۳۸۱ | ۷۶۸۵      |
| آرمگاه پیربابا            | قزوین | آوج     |  | کلنجین | پس از اسلام                           |              |           |
| آرمگاه امامزاده عبدالقهار | قزوین | آوج     |  | کلنجین | پس از اسلام                           |              |           |
| آرمگاه یالغوزامام         | قزوین | آوج     |  | کلنجین | پس از اسلام                           |              |           |
| رودخانه کلنجین            | قزوین | آوج     |  | کلنجین |                                       |              |           |
| چشمه علی‌بولاغی            | قزوین | آوج     |  | کلنجین |                                       |              |           |
| کوهستانهای آقداغ و رامند  | قزوین | آوج     |  | کلنجین |                                       |              |           |
|                           |       |         |  |        |                                       |              |           |